# Дрегушень (комуна, Галац)
Дрегушень, Дрегушені (рум. Drăgușeni) — комуна у повіті Галац в Румунії. До складу комуни входять такі села (дані про населення за 2002 рік):
- Адам (859 осіб)
- Гінгешть (324 особи)
- Дрегушень (1743 особи)
- Кеуєшть (588 осіб)
- Нікополе (509 осіб)
- Фундяну (969 осіб)
- Штієцешть (367 осіб)

Комуна розташована на відстані 215 км на північний схід від Бухареста, 64 км на північ від Галаца, 131 км на південь від Ясс.

## Населення
За даними перепису населення 2002 року у комуні проживали 5359 осіб. Усі жителі комуни рідною мовою назвали румунську.
Національний склад населення комуни:
| Національність | Кількість осіб | Відсоток |
| -------------- | -------------- | -------- |
| румуни         | 5345           | 99,7%    |
| цигани         | 14             | 0,3%     |

Склад населення комуни за віросповіданням:
| Релігія       | Кількість осіб | Відсоток |
| ------------- | -------------- | -------- |
| православні   | 5267           | 98,3%    |
| п'ятдесятники | 68             | 1,3%     |
| адвентисти    | 15             | 0,3%     |
| римо-католики | 4              | 0,1%     |
| бретрени      | 4              | 0,1%     |
| атеїсти       | 1              | < 0,1%   |

## Зовнішні посилання
- Дані про комуну Дрегушень на сайті Ghidul Primăriilor [Архівовано 17 липня 2012 у Wayback Machine.]